# Campionati del mondo di canottaggio 2008
Il Campionato del mondo di canottaggio 2008 si è disputato dal 22 al 27 luglio a Ottensheim in Austria.
Dato che il 2008 si tratta di un anno olimpico, il programma dei campionati ha previsto solo quelle prove non incluse nel programma dei Giochi del canottaggio.

## Medagliere
| Posizione | Paese         |   |   |   | Totale |
| --------- | ------------- | - | - | - | ------ |
| 1         | Stati Uniti   | 1 | 1 | 1 | 3      |
| 2         | Italia        | 1 | 1 | 0 | 2      |
| 3         | Australia     | 1 | 0 | 1 | 2      |
| 3         | Grecia        | 1 | 0 | 1 | 2      |
| 5         | Bielorussia   | 1 | 0 | 0 | 1      |
| 5         | Canada        | 1 | 0 | 0 | 1      |
| 5         | Nuova Zelanda | 1 | 0 | 0 | 1      |
| 5         | Svizzera      | 1 | 0 | 0 | 1      |
| 9         | Francia       | 0 | 2 | 0 | 2      |
| 10        | Germania      | 0 | 1 | 1 | 2      |
| 10        | Paesi Bassi   | 0 | 1 | 1 | 2      |
| 12        | Irlanda       | 0 | 1 | 0 | 1      |
| 12        | Polonia       | 0 | 1 | 0 | 1      |
| 14        | Croazia       | 0 | 0 | 1 | 1      |
| 14        | Danimarca     | 0 | 0 | 1 | 1      |
| 14        | Serbia        | 0 | 0 | 1 | 1      |
| Totale    | Totale        | 8 | 8 | 8 | 24     |

## Podi
| Gara           | Oro | Tempo   | Argento | Tempo   | Bronzo | Tempo   |
| Gare maschili  | |         | |         | |         |
| M2+            | Canada Gabriel Bergen (b) James Dunaway (s) Mark Laidlaw (c) | 7:06.69 | Francia Sébastien Lente (b) Benjamin Lang (s) Benjamin Manceau (c) | 7:08.64 | Australia Nick Baxter (b) Fergus Pragnell (s) Hugh Rawlinson (c) | 7:09.30 |
| LM1x           | Nuova Zelanda Duncan Grant | 6:52.38 | Paesi Bassi Jaap Schouten | 6:52.73 | Grecia Ilias Pappas | 6:55.00 |
| LM4x           | Italia Franco Sancassani (b) Daniele Gilardoni (2) Stefano Basalini (3) Daniele Danesin (s)                                                                                  | 5:57.30 | Francia Rémi Di Girolamo (b) Jérémie Azou (2) Fabrice Moreau (3) Pierre-Étienne Pollez (s) | 5:57.56 | Germania Stephan Schad (b) Knud Lange (2) Felix Övermann (3) Michael Wieler (s) | 5:59.50 |
| LM2-           | Grecia Nikolaos Gkountoulas (b) Apostolos Gkountoulas (s) | 6:40.92 | Italia Andrea Caianiello (b) Armando Dell'Aquila(s) | 6:42.88 | Serbia Goran Nedeljković (b) Miloš Tomić (s) | 6:45.25 |
| LM8+           | Stati Uniti Simon Carcagno (b) Andrew Bolton (2) Colin Farrell (3) Mike Altman (4) Patrick Todd (5) Will Daly (6) Thomas Paradiso (7) Matt Muffelman (s) Ned del Guercio (c) | 5:50.29 | Germania Matthias Veit (b) Marc Rippel (2) Johann-Sebastian Diemann (3) Jonas Schützeberg (4) Matthias Schömann-Finck (5) Adrian Bretting (6) Olaf Beckmann (7) Axel Schuster (s) Martin Sauer (c) | 5:51.69 | Paesi Bassi Pieter Rom Colthoff (b) Diederick van den Bouwhuijsen (2) Reinoud de Groot (3) Dennis Beemsterboer (4) Rutger Bruil (5) Jolmer van der Sluis (6) Maarten Tromp (7) Maarten de Boer (s) Ryan den Drijver (c) | 5:52.37 |
| Gare femminili | |         | |         | |         |
| W4-            | Bielorussia Hanna Nakhayeva (b) Volha Shcharbachenia (2) Natallia Helakh (3) Yuliya Bichyk (s)                                                                               | 6:39.89 | Stati Uniti Karen Colwell (b) Stesha Carle (2) Sarah Trowbridge (3) Esther Lofgren (s) | 6:43.56 | Danimarca Maria Pertl (b) Lisbet Jakobsen (2) Fie Graugaard (3) Lea Jakobsen (s) | 6:44.69 |
| LW1x           | Svizzera Pamela Weisshaupt | 7:43.26 | Irlanda Sinead Jennings | 7:43.81 | Croazia Mirna Rajle Brodanac | 7:47.15 |
| LW4x           | Australia Ingrid Fenger (b) Bronwen Watson (2) Miranda Bennett (3) Alice McNamara (s)                                                                                        | 6:36.41 | Polonia Monika Myszk (s) Magdalena Kemnitz (2) Weronika Deresz (3) Ilona Mokronowska (s) | 6:39.38 | Stati Uniti Elizabeth Peters (b) Wendy Tripician (2) Rebecca Smith (3) Hannah Moore (s) | 6:40.77 |